# ドミティア街道

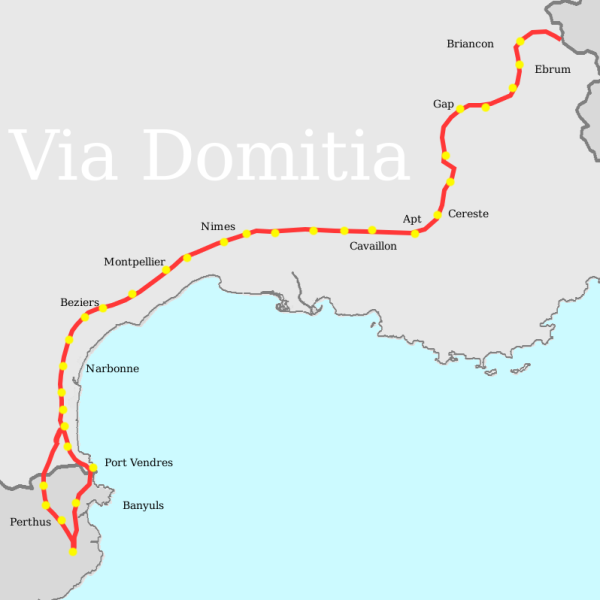
ドミティア街道

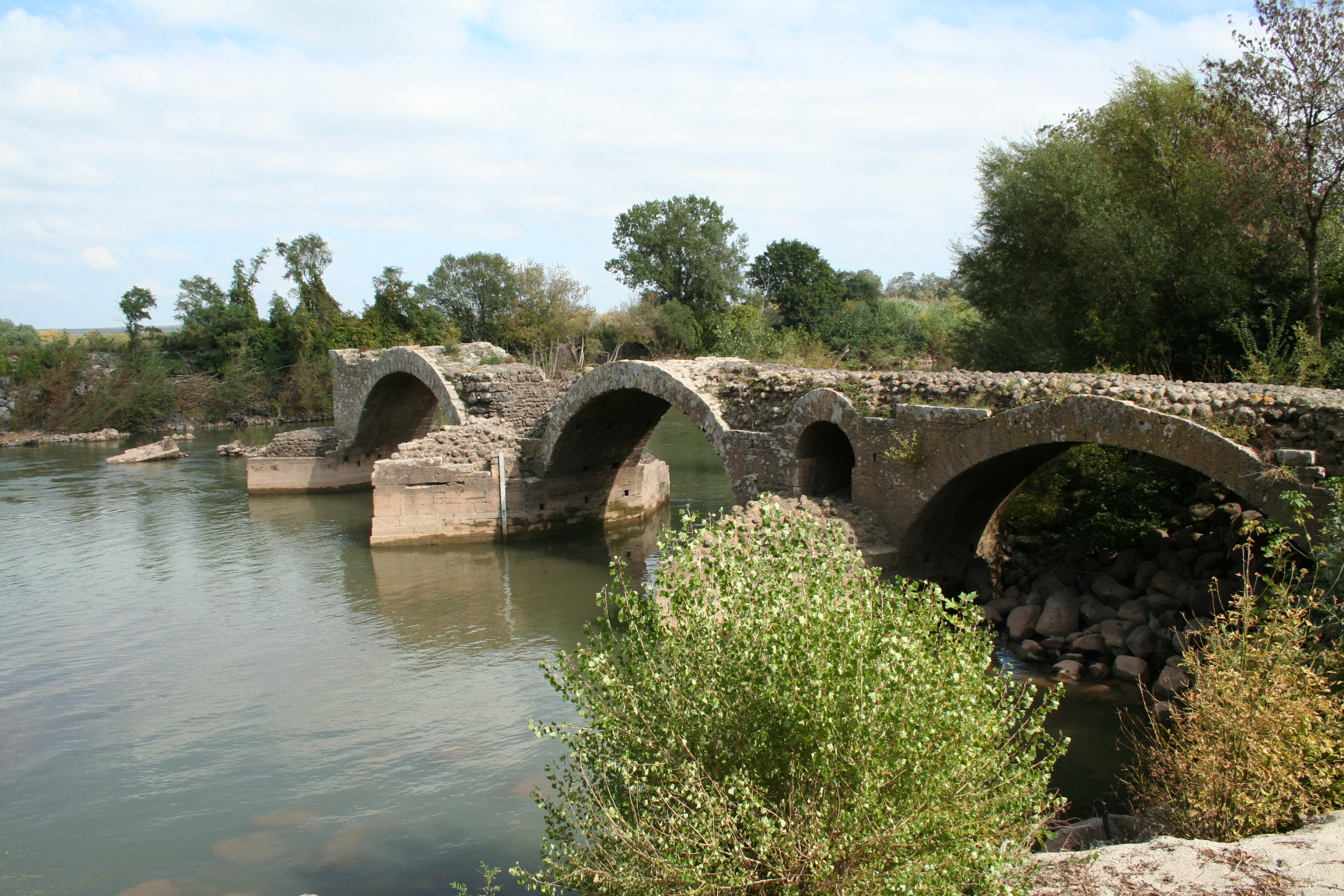
街道の橋

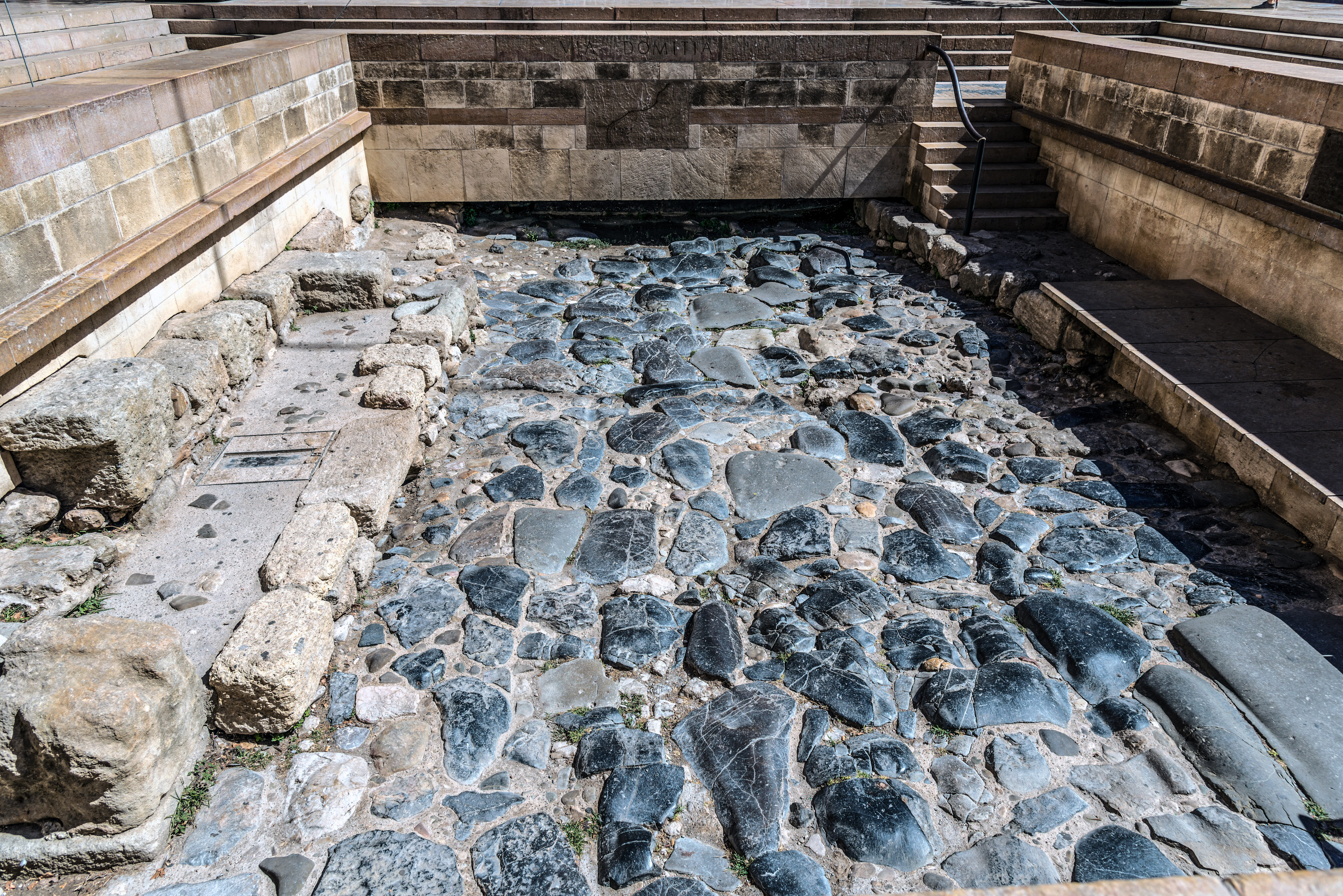
ナルボンヌに残る街道

ドミティア街道（ドミティアかいどう、Via Domitia）とは、古代ローマが建設した街道（ローマ街道）の一つ。ガリア地方における最古の街道とされる。

## 概要
ヒスパニアからイタリアへと至る陸路であり、かつてのカルタゴの将軍ハンニバルがローマ攻略時に用いたルートともいわれる。ローヌ川からピレネー山脈へと通じる。紀元前118年ころ、グナエウス・ドミティウス・アヘノバルブス（Gnaeus Domitius Ahenobarbus）によって建てられた。街道の名称も彼の名をとったものである。これと時期を同じくして、ローマの植民市ナルボ・マルティウス（現ナルボンヌ）が建設された。この街道の建設は、ガリア南部の本格的な属州化を支えることになった。

## 街道沿いの都市
- ブリアンソン(Brigantio)
- ギャップ (Vapincum)
- アプト(Apta Julia)
- サン＝レミ＝ド＝プロヴァンス(Glanum)
- タラスコン(Ugernum)
- ニーム(Nemausus)
- ベジエ(Baeterris)
- ナルボンヌ(Narbo Martius)